# Micromuerte
Una micromuerte (de micro- y muerte) es la unidad de riesgo asociada a una probabilidad de muerte de uno entre un millón. Las micromuertes se usan para medir y comparar el riesgo de actividades diarias. Si una microprobabilidad es una probabilidad de uno entre un millón, una micromuerte es una microprobabilidad de morir. El concepto fue introducido por Ronald A. Howard., un pionero en la práctica moderna del análisis de decisiones.
Las micromuertes para actividades futuras solo pueden ser evaluaciones aproximadas, ya que las circunstancias específicas siempre tendrán un impacto. Sin embargo, las tasas de eventos pasados pueden ser usados para proveer una estimación educada.

## Valores de muestra

### Base
| Muerte por                                     | Contexto           | Período | Cant. Muertes | Población   | Micromuertes por unidad de exposición | Referencia                                      |
| ---------------------------------------------- | ------------------ | ------- | ------------- | ----------- | ------------------------------------- | ----------------------------------------------- |
| Todas las causas                               | Inglaterra y Gales | 2012    | 499,331       | 56,567,000  | 24 per day 8,800 per year             | ONS Deaths Tabla 5.                             |
| Todas las causas                               | Canadá             | 2011    | 242,074       | 33,476,688  | 20 per day 7,200 per year             | Statistics Canada                               |
| Todas las causas                               | EE. UU.            | 2010    | 2,468,435     | 308,500,000 | 22 per day 8,000 per year             | CDC Deaths Tabla 18.                            |
| Causas no naturales                            | Inglaterra y Gales | 2012    | 17,462        | 56,567,000  | 0.8 per day 300 per year              | ONS Deaths Tabla 5.19.                          |
| Causas no naturales                            | EE. UU.            | 2010    | 180,000       | 308,500,000 | 1.6 per day 580 per year              | CDC Deaths Tabla 18                             |
| Causas no naturales (excluyendo suicidio)      | Inglaterra y Gales | 2012    | 12,955        | 56,567,000  | 0.6 per day 230 per year              | ONS Suicides                                    |
| Causas no naturales (excluyendo suicidio)      | US                 | 2010    | 142,000       | 308,500,000 | 1.3 per day 460 per year              | CDC Deaths Tabla 18.                            |
| Todas las causas - primer día de vida          | Inglaterra y Gales | 2007    |               |             | 430 per first day of life             | Walker, 2014                                    |
| Todas las causas - primer día de vida          | EE. UU.            | 2013    |               |             | 16.7 per day 6100 per year            | CDC Life Tables Blastland & Spiegelhalter, 2014 |
| Asesinato/homicidio                            | Inglaterra y Gales | 2012/13 | 551           | 56,567,000  | 10 per year                           | ONS Crime                                       |
| Homicidio                                      | Canadá             | 2011    | 527           | 33,476,688  | 15 per year                           | Statistics Canada                               |
| Asesinato y Murder and homicidio no negligente | EE. UU.            | 2012    | 14,173        | 292,000,000 | 48 per year                           | FBI Table 16                                    |

### Ocio y deporte
| Muerte por         | Contexto                             | Período   | Cant. muertes | Cant. exposiciones                               | Micromuertes por unidad de exposición           | Referencia     |
| ------------------ | ------------------------------------ | --------- | ------------- | ------------------------------------------------ | ----------------------------------------------- | -------------- |
| Buceo              | Reino Unido: miembros del BSAC       | 1998–2009 | 75            | 14,000,000 inmersiones                           | 5 por inmersión                                 | BSAC           |
| Buceo              | Reino Unido: no miembros del BSAC    | 1998–2009 | 122           | 12,000,000 inmersiones                           | 10 por inmersión                                | BSAC           |
| Buceo              | EE. UU. – miembros asegurados de DAN | 2000–2006 | 187           | 1,131,367 miembros                               | 164 por año como miembro de DAN 5 por inmersión | DAN p75        |
| Esquí              | EE. UU.                              | 2008/9    | 39            | 57,000,000 días de esquí                         | 0.7 por día                                     | Ski-injury.com |
| Paracaidismo       | EE. UU.                              | 2000–2016 | 413           | 48,600,000 saltos                                | 8 por salto                                     | USPA           |
| Paracaidismo       | Reino Unido                          | 1994–2013 | 41            | 4,864,268 saltos                                 | 8 por salto                                     | BPA            |
| Corrida de maratón | EE. UU.                              | 1975–2004 | 26            | 3,300,000 corridas                               | 7 por corrida                                   | Kipps C 2011   |
| Base-jumping       | Kjerag Massif, Noruega               | 1995–2005 | 9             | 20,850 saltos                                    | 430 por salto                                   | Soreide 2007   |
| Montañismo         | Ascenso al monte Cervino             | 1981–2011 | 213           | cerca de 75,000 ascensos (cerca de 2500 por año) | cerca de 2,840 por intento de ascenso           | Bachmann 2012  |
| Montañismo         | Ascenso al monte Everest             | 1922–2012 | 223           | 5,656 ascensos exitosos                          | 37,932 por ascenso                              | NASA 2013      |

### Viajes
Actividades que incrementan el riesgo de muerte por aproximadamente una micromuerte, y su causa de muerte asociada:
- Viajar 27 km (17 millas) caminando (accidente)[23]
- Viajar 16 km (10 millas)[24] o 32 km (20 millas)[23] en bicicleta (accidente)
- Viajar 402 km (250 millas) en auto (accidente)[23]
- Viajar 1600 km (1000 millas) en jet (accidente)[24]
- Viajar 19000 km (12000 millas) en jet en los Estados Unidos (terrorismo)[25]

### Otros
Incremento de riesgo de muerte por otras actividades en función a cada evento:
- Éxtasis (MDMA) - entre 0.5 y 13 micromuertes por tableta (la mayoría de los casos incluyen otras drogas)[26][27]
- Parir (naturalmente) - 120 micromuertes[28]
- Parir (césarea) - 170 micromuertes[28]

## Valor de una micromuerte

### Disposición a pagar
Una aplicación de las micromuertes es medir el valor que los humanos ponen en el riesgo: por ejemplo, uno puede considerar la cantidad de dinero que uno podría a una persona para que acepte una posibilidad de muerte de una en un millón (o, la cantidad que alguien está dispuesto a pagar para evitar una probabilidad de muerte de uno en un millón). Puesto así, la gente pide un número más alto pero cuando lo infieren de las acciones cotidianas (por ejemplo, cuanto están dispuestos a pagar por características de seguridad en los autos) un valor típico para esa micromuerte es cercano a los USD50 (en 2019) Sin embargo, las funciones de utilidad son frecuentemente no lineales, es decir, cuánto más una persona ha gastado en su seguridad menos está dispuesta a seguir pagando para incrementar esa seguridad. Entonces, la valuación de USD50 no debería ser tomada para decir que una vida humana (1 millón de micromuertes) es valuada en USD50,000,000. Además, la linealidad local de cualquier curva de utilidad significa que las micromuertes son útiles para riesgos y recompensas incrementales y pequeños, no necesariamente para riesgos mayores.

### Valor de una vida estadística
Las agencias de gobierno usan un Valor de Vida Estadística (VSL por sus siglas en inglés) - o Valor de prevenir una fatalidad (VPF) - para evaluar el costo-beneficio de los costos en medidas de seguridad. Por ejemplo, en Reino Unido, el VSL se encuentra en £1.6 millones para mejoras de las rutas. Dado que las mejoras de las rutas tienen el efecto de disminuir el riesgo de un gran número de personas en una pequeña cantidad, el Departamento de Transporte del Reino Unido esencialmente pone el precio a una reducción de una micromuerte en £1.60. El Departamento de Transporte de los Estados Unidos usa un VSL de US$6.2 millones, poniendo el precio de cada micromuerte a US$6.20.

## Riesgos crónicos
Las micromuertes son mejor usadas para medir el tamaño de riesgos agudos, como muertes inmediatas.
Los riesgos derivados del estilo de vida, la exposición a la contaminación del aire, etc. son riesgos crónicos y no matan directamente pero reducen la expectativa de vida. Ron Howard incluyó tales riesgos en su trabajo original de 1979, por ejemplo, una micromuerte adicional por:
- Beber 0.5 litros de vino (cirrosis del hígado).
- Fumar 1.4 cigarrillos (cáncer, enfermedad del corazón).
- Pasar 1 hora en una mina de carbón (enfermedad de los pulmones)
- Pasar 3 horas en una mina de carbón (accidente)
- Vivir 2 días en New York o Boston en 1979 (contaminación del aire).